# Trygodes herbiferata
Trygodes herbiferata är en fjärilsart som beskrevs av Achille Guenée 1858. Trygodes herbiferata ingår i släktet Trygodes och familjen mätare. Inga underarter finns listade i Catalogue of Life.